# Mineral (California)
Mineral è un census-designated place (CDP) degli Stati Uniti d'America situato in California, nella contea di Tehama.